# Papillon (film 2017)
Papillon. Motylek (ang. Papillon) –  amerykański dramat biograficzny w reżyserii Michaela Noera. 
Scenariusz filmu oparty jest na autobiograficznych książkach: Henriego Charrière’a: Papillon i Banco, a także adaptacji filmowej z 1973 w reżyserii Daltona Trumbo i Lorenza Semple Jr., z udziałem Steve’a McQueena i Dustina Hoffmana. 
Premiera Papillona miała miejsce 9 września 2017 podczas sekcji Prezentacje specjalne na 42. Międzynarodowym Festiwalu Filmowym w Toronto. 
Papillon został wydany w Stanach Zjednoczonych przez Bleecker Street 24 sierpnia 2018.

## Fabuła
Film opowiada historię francuskiego skazańca Henriego Charrière’a (Charlie Hunnam), nazywanego Papillon („Motyl”), który został uwięziony w 1933 w osławionej kolonii karnej na Wyspie Diabelskiej i uciekł w 1941 z pomocą innego skazańca, fałszerza walut Louisa Degi (Rami Malek).

## Obsada
| Aktor                 | Rola                       | Aktor              | Rola                        |
| --------------------- | -------------------------- | ------------------ | --------------------------- |
| Charlie Hunnam        | Henri „Papillon” Charrière | Nikola Kent        | zastępca strażnika Brioulet |
| Rami Malek            | Louis Dega                 | Slavko Sobin       | Kajman                      |
| Christopher Fairbank  | Jean Castilli              | Luka Peroš         | Santini                     |
| Yorick van Wageningen | Warden Barrot              | Petar Cirica       | Abda                        |
| Roland Møller         | Celier                     | Veronica Quilligan | Matka przełożona            |
| Tommy Flanagan        | zamaskowany Breton         | Demetri Goritsas   | Jean-Pierre Castelnau       |
| Eve Hewson            | Nenette                    | Poppy Mahendra     | Zoraima                     |
| Brian Vernel          | Guittou                    | Máté Haumann       | strażnik na statku          |
| Ian Beattie           | Toussaint                  | Joel Basman        | Marturette                  |
| Nicholas Asbury       | dowódca                    |                    |                             |